# Lightbulb Sun
Lightbulb Sun è il sesto album in studio del gruppo musicale britannico Porcupine Tree, pubblicato nel maggio 2000 dalla Kscope.

## Descrizione
Il disco presenta dieci brani, tra cui Four Chords That Made a Million e Shesmovedon, estratti come singoli. Secondo il gruppo, Lightbulb Sun può essere suddiviso in due parti distinte: la prima, che comprende i primi sei brani, presenta sonorità più melodiche e vicine al pop, mentre gli ultimi quattro brani sono di natura più sperimentale. Il frontman Steven Wilson ha descritto le varie tematiche contenute in esso, che passano dalle relazioni amorose fino a ricordi nostalgici dell'infanzia:
La quinta traccia Last Chance to Evacuate Planet Earth Before It Is Recycled contiene un campionamento tratto da una dichiarazione del capo della fondazione religiosa statunitense Heaven's Gate, i cui appartenenti credono di provenire da un altro pianeta in visita sulla Terra: quando torneranno nella loro dimensione, prima che la Terra sia stata riciclata, compiranno un suicidio di massa. Nello specifico, il discorso è tratto dal video-documento girato poco prima del gesto estremo.

## Tracce
Testi e musiche di Steven Wilson, eccetto dove indicato.
1. Lightbulb Sun – 5:31
2. How Is Your Life Today? – 2:46
3. Four Chords That Made a Million – 3:36
4. Shesmovedon – 5:13
5. Last Chance to Evacuate Planet Earth Before It Is Recycled – 4:48
6. The Rest Will Flow – 3:14
7. Hatesong – 8:26 (Steven Wilson, Colin Edwin)
8. Where We Would Be – 4:12
9. Russia on Ice – 13:03 (prima parte: Steven Wilson – seconda parte: Richard Barbieri, Colin Edwin, Chris Maitland, Steven Wilson)
10. Feel So Low – 5:18

CD bonus nell'edizione speciale del 2001
1. Buying New Soul (Edit) – 6:07
2. Pure Narcotic – 5:14
3. Tinto Brass (Live at Southampton University) – 6:43
4. Untitled – 2:06 – traccia fantasma
5. Piano Lessons (Video)

## Formazione
Hanno partecipato alle registrazioni, secondo le note di copertina:
Gruppo
- Richard Barbieri – arrangiamento, sintetizzatore (tracce 1, 3-5, 7, 9 e 10), organo Hammond (tracce 1, 4, 6, 9 e 10), effetti sonori (tracce 2 e 9), percussioni elettroniche (tracce 2 e 7), Fender Rhodes (tracce 3, 5 e 9), clavinet (traccia 4), mellotron (traccia 5)
- Colin Edwin – arrangiamento, basso fretless (tracce 1, 3-5, 7 e 8), basso (tracce 6 e 9), saz e drum machine (traccia 7), sintir (traccia 9)
- Chris Maitland – arrangiamento, batteria (tracce 1, 3-7, 9), cori (tracce 2, 4, 6 e 9), floor tom e armonie vocali (traccia 8)
- Steven Wilson – arrangiamento, voce e chitarra, mellotron (tracce 1, 4 e 7), pianoforte (tracce 1 e 2), dulcimer martellato (traccia 2), campionatore (tracce 3, 5 e 9), banjo e arpa (traccia 5), percussioni (traccia 8)

Altri musicisti (tracce 6, 9 e 10)
- Stuart Gordon – violino e viola
- Nick Parry – violoncello
- The Minerva Quartet
  - Katy Latham – violino
  - Lisa Betteridge – violino
  - Sarah Heins – viola
  - Emmeline Brewer – violoncello

Produzione
- Steven Wilson – produzione, registrazione
- Chris Blair – mastering
- John Foxx – fotografia copertina
- Luigi Colasanti Antonelli – fotografia gruppo
- Dave Gregory – arrangiamento e produzione strumenti ad arco (tracce 6, 9 e 10)
- John Waterhouse – registrazione strumenti ad arco (tracce 6, 9 e 10)

## Classifiche
| Classifica (2000) | Posizione massima |
| ----------------- | ----------------- |
| Regno Unito       | 161               |